# Jean Tinguely
Jean Tinguely (Fribourg, 22 mei 1925 – Bern, 30 augustus 1991) was een Zwitserse schilder en beeldhouwer.

## Leven
Tinguely werd geboren in het Zwitserse Fribourg en groeide op in Bazel. Hij trouwde in 1951 met de kunstenares Eva Aeppli en verhuisde in 1953 naar Parijs. In 1955 ontmoette hij de Franse beeldhouwster Niki de Saint Phalle die hem vroeg een onderdeel te lassen voor een werk van haar. Hij werkte en woonde vanaf eind 1960 met haar samen en produceerde vanaf 1961 gezamenlijk werk. Hij trouwde met haar op 13 juli 1971. Zij maakten samen een groot aantal kunstwerken waaronder de Strawinsky-fonteinen in Parijs.

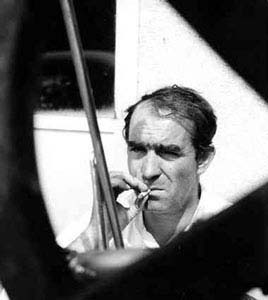
Portret Jean Tinguely (1963)

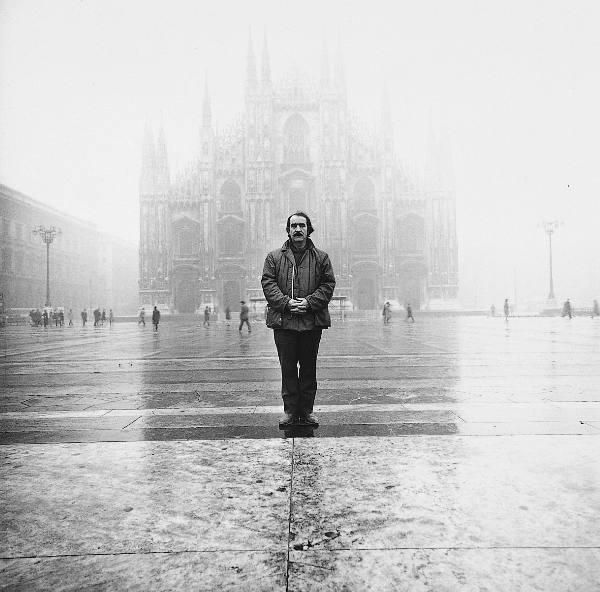
Jean Tinguely door Lothar Wolleh, 1968.

Tinguely overleed in 1991 op 66-jarige leeftijd in Bern.

## Werk
Tinguely is vooral bekend geworden door zijn kinetische kunstwerken. Hij maakte deel uit van het Nouveau Réalisme (een Franse kunststroming, verwant aan de Pop-art-beweging) en was dan ook een goede vriend van Yves Klein en Daniel Spoerri. Ook werkte hij samen met de Fluxus-artiest Robin Page. De invloed van het Franse dadaïsme is duidelijk voelbaar in zijn werk. De kinetische kunst heeft als voornaamste thema: de beweging in kunst. De installaties van Jean Tinguely komen zowel door motoren, de toeschouwer als automatisch in beweging, bijvoorbeeld door de wind. Sommige van zijn sculpturen, waaronder enkele zelfvernietigende machines, waren voorbestemd om in de loop der tijd verandering te ondergaan.
Zijn bewegende en veranderende machines waren een uitdrukking van zijn overtuiging dat de essentie van zowel het leven als de kunst bestaat uit continue verandering, beweging, en instabiliteit. Zijn nutteloze machines kunnen daarnaast worden opgevat als karikaturen van en kritieken op de mechanische wereld, het technologische systeem, en het geloof in de technologische vooruitgang.

## Expositie
Een grote overzichtstentoonstelling van zijn werk was in 2007/2008 te zien in de Rotterdamse Kunsthal. In 2016 werd zijn werk tentoongesteld in het Stedelijk Museum Amsterdam.
Een overzicht van het werk van Tinguely (en tijdgenoten) is permanent te zien in het Museum Tinguely in Bazel.

## Werken (selectie)
- Méta-Mécanique Horizontal II (1954), particuliere collectie
- Elément Détaché I (1954), Museum Tinguely
- Wundermaschine, Méta-Kandinsky I (1956), Museum Tinguely
- Méta-Matic nr. 17 (1959), Moderna Museet in Stockholm
- Hommage à New York (1960), in de tuin van het Museum of Modern Art in New York - autodestructief werk
- Le Ballet des Pauvres (1961), Museum Tinguely
- Study for an End of the World nr. 1 (1961), Louisiana Museum of Modern Art in Humlebæk - autodestructief werk
- Study for an End of the World nr. 2 (1962), Nevada-woestijn bij Las Vegas - autodestructief werk
- Heureka (1963/64), Zürich Horn Park in Zürich
- EOS XK (III) (1965), Billy Rose Art Garden in Jeruzalem
- Le Paradis fantastique (1966), Moderna Museet in Stockholm - in samenwerking met Niki de Saint-Phalle
- La Vittoria (1970), Piazza Duomo in Milaan - autodestructief werk
- Chaos Nr. 1 (1974), Civic Mall in Columbus (Indiana)
- Fastnachtsbrunnen (1977), Theaterplatz in Bazel
- Le Crocrodome de Zig et Puce (1977/78), Centre Georges Pompidou in Parijs - in samenwerking met Bernhard Luginbühl
- Plateau Agriculturel (1978), Museum Tinguely
- Fontaine Stravinsky (1982/83), Place Stravinsky bij het Centre Georges Pompidou - in samenwerking met Niki de Saint-Phalle
- Fontaine Jo Siffert (1984), Fribourg
- Méta-Harmonie IV - Fatamorgana (1985), Museum Tinguely
- Grosse Meta Maxi-Maxi Utopia (1987), Museum Tinguely
- Dernière collaboration aves Yves Klein (1988), Museum Tinguely
- Mengele Totentanz (1986/87), Museum Tinguely
- Fontaine de Château* -Chinon (1988), Château-Chinon - in samenwerking met Niki de Saint-Phalle
- Le Cyclop (1969/91), Milly-la-Forêt
- Luminator (1991), Museum Tinguely
- Lifesaverbrunnen (1989/93), Brunnenmeile Duisburg - in samenwerking met Niki de Saint-Phalle

## Fotogalerij

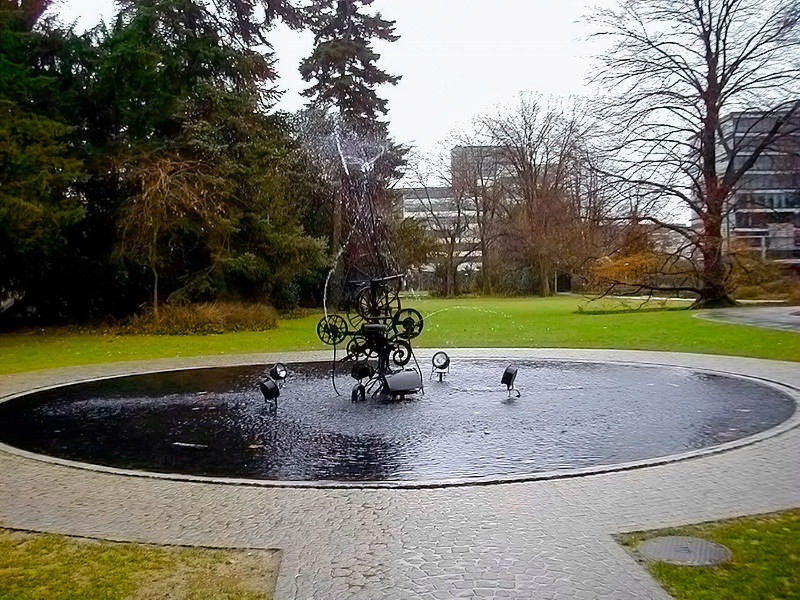
Tinguely-fontein voor het Tinguely Museum in Bazel
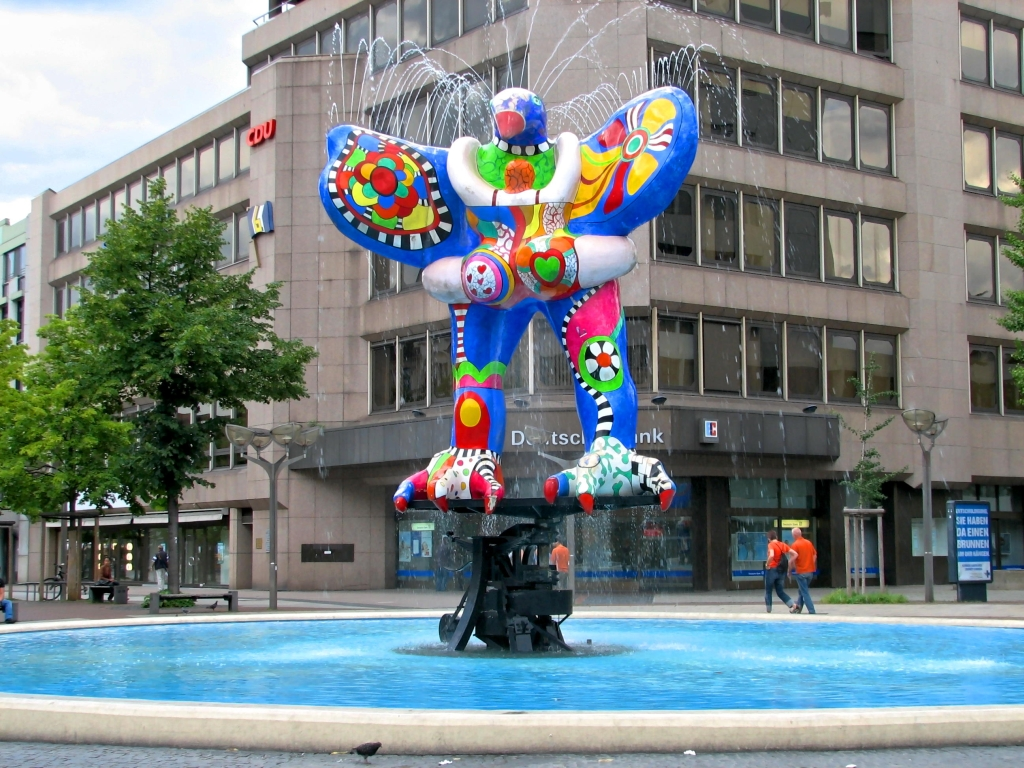
Lifesaver-fontein van Niki de Saint Phalle/Jean Tinguely in Duisburg (Brunnenmeile Duisburg)
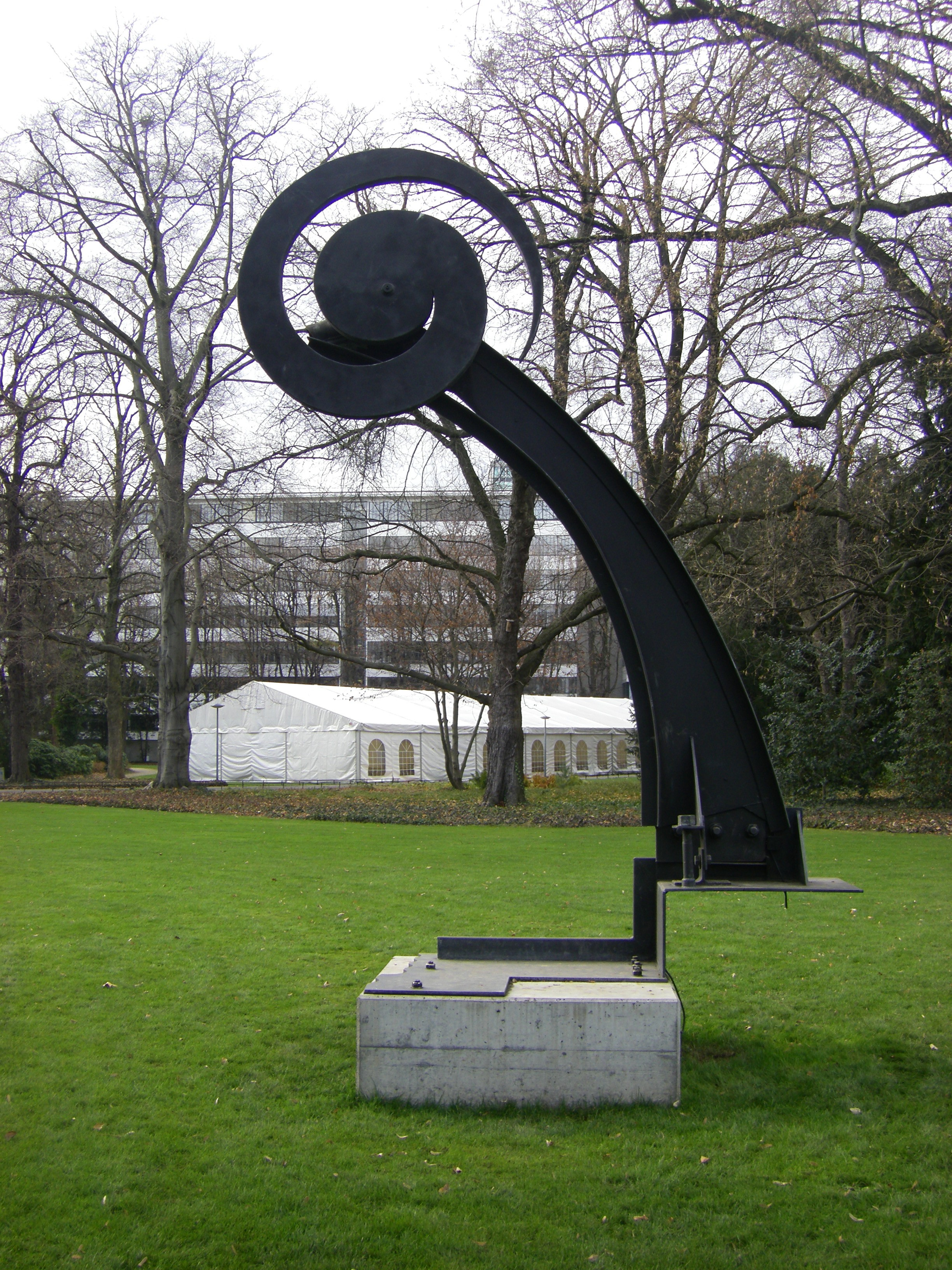
Grosse Spirale (1971/3), Museum Tinguely in Bazel
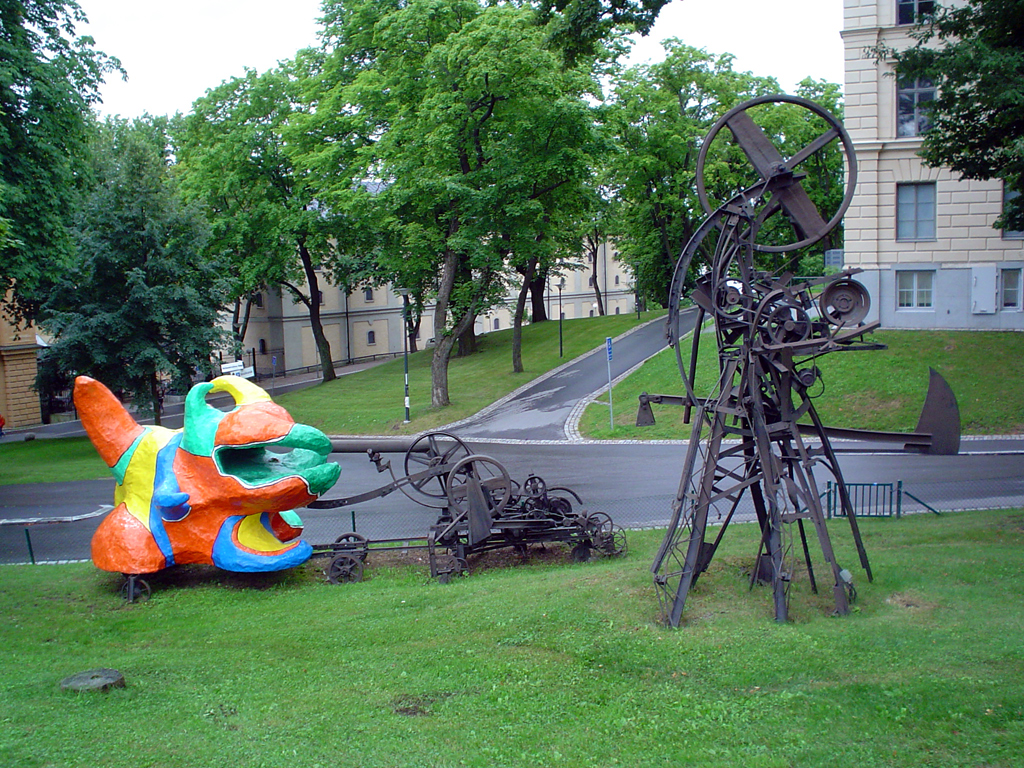
The Fantastic Paradise (1966) in Stockholm
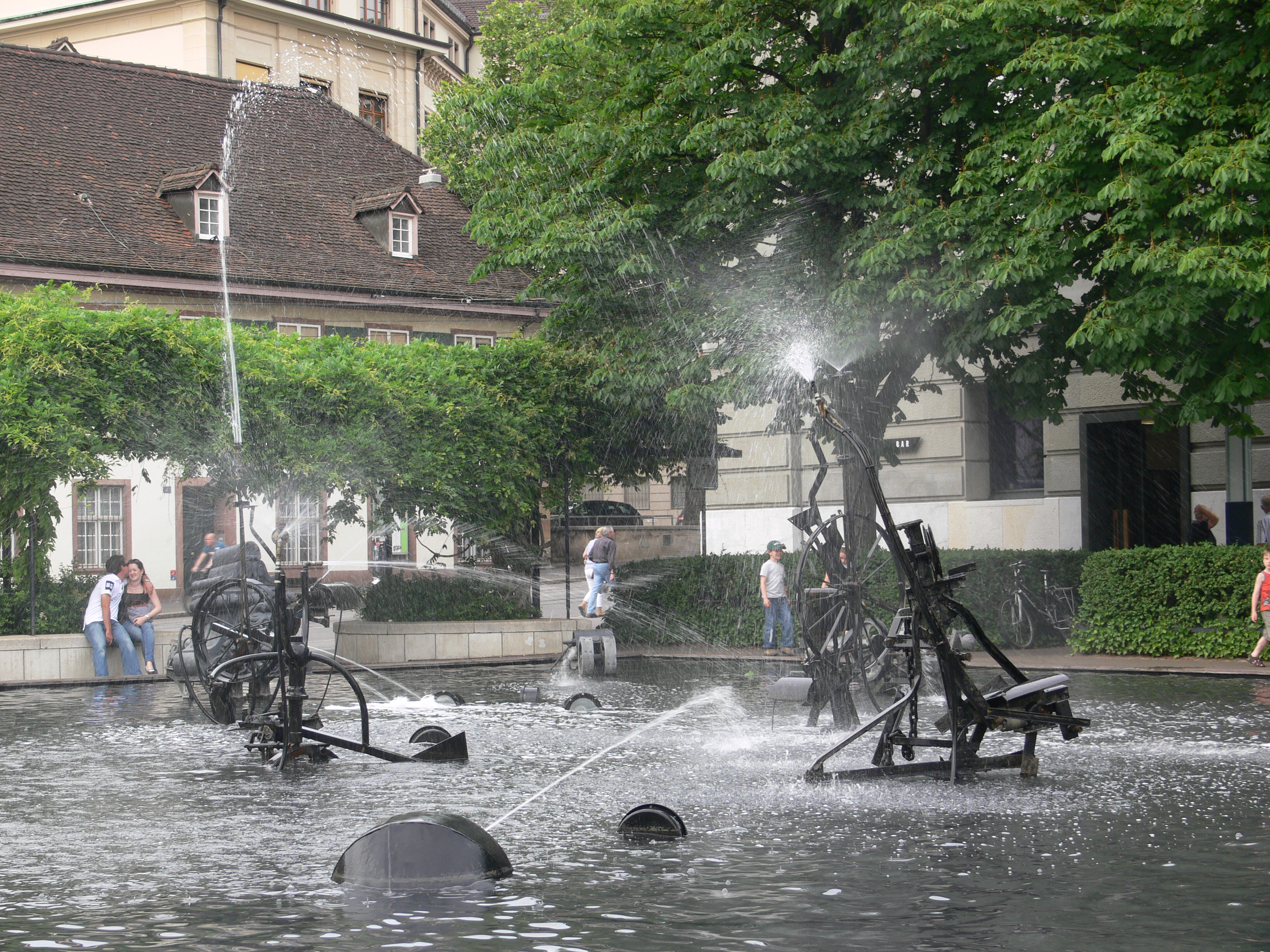
Tinguely-Fountain in Bazel
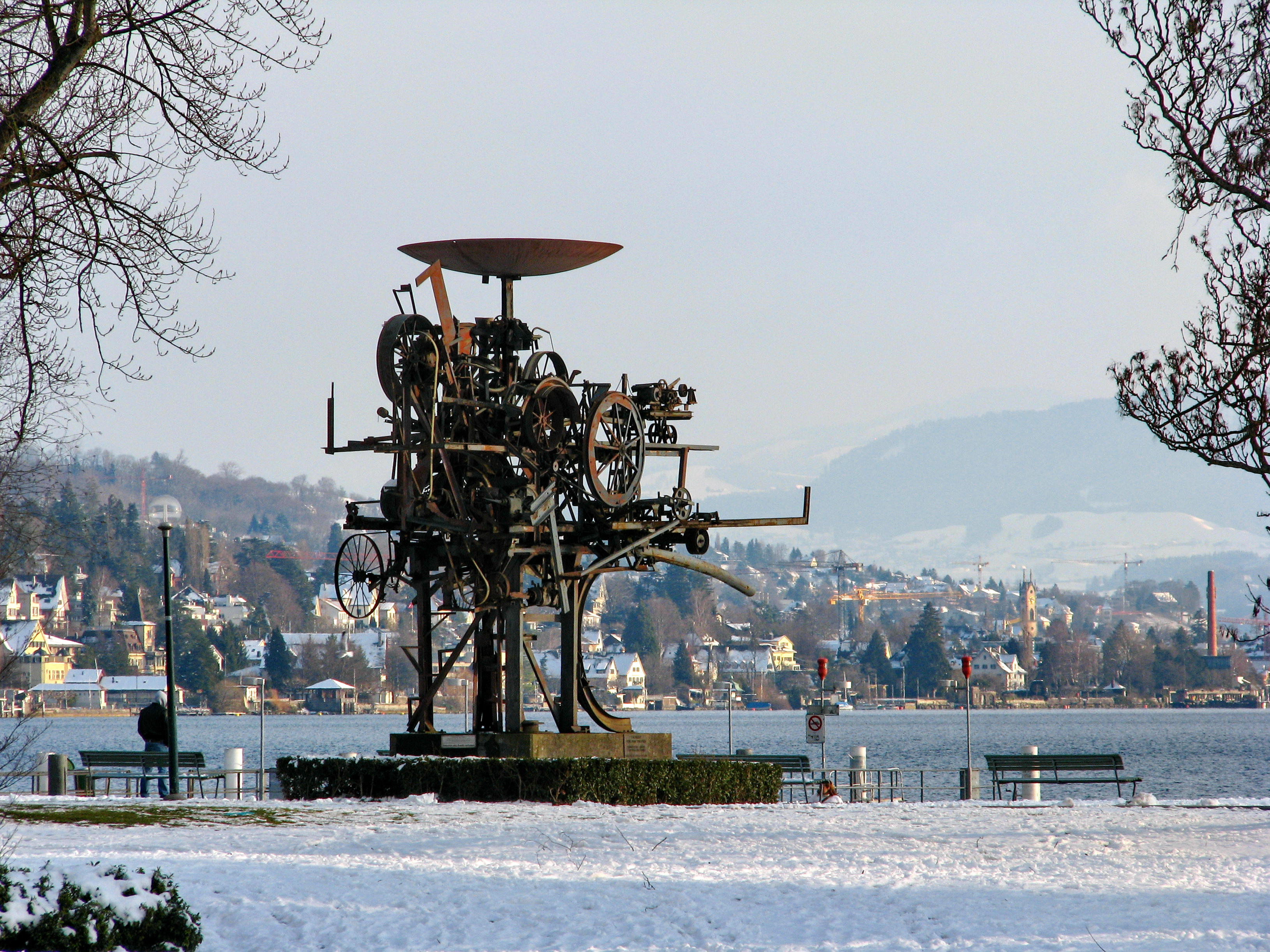
Heureka in Zürich

- Bibsys: 97027801
- Biblioteca Nacional de España: XX1136901
- Bibliothèque nationale de France: cb12108295m (data)
- CiNii: DA03233344
- Gemeinsame Normdatei: 118622838
- Historisch woordenboek van Zwitserland: 021966
- International Standard Name Identifier: 0000 0000 8091 2835
- KulturNav: 5d348333-19e6-429a-87bb-1029cb5cc9a5
- Library of Congress Control Number: n50011850
- Nationale Bibliotheek van Letland: 000223236
- MusicBrainz: 463cad94-dcdf-4ed9-a88f-ea8a8a926f3e
- Nationale Bibliotheek van Tsjechië: jn20040227024
- Nationale bibliotheek van Australië: 35550757
- Nationale Bibliotheek van Israël: 987007463604305171
- Nationale Bibliotheek van Polen: a0000002425465
- Nationale en Universitaire bibliotheek Zagreb: 000109289
- Nederlandse Thesaurus van Auteursnamen: 069315043
- Réseau des bibliothèques de Suisse occidentale: 02-A003902193
- RKD-Nederlands Instituut voor Kunstgeschiedenis: 77598
- SIKART: 4022334
- SNAC: w63j3kdt
- Système universitaire de documentation: 029460301
- Trove: 992893
- Union List of Artist Names: 500010804
- Virtual International Authority File: 12338336
- WorldCat: E39PBJjHb8ctJQ3xMKkqxYh4MP